# Iaurt

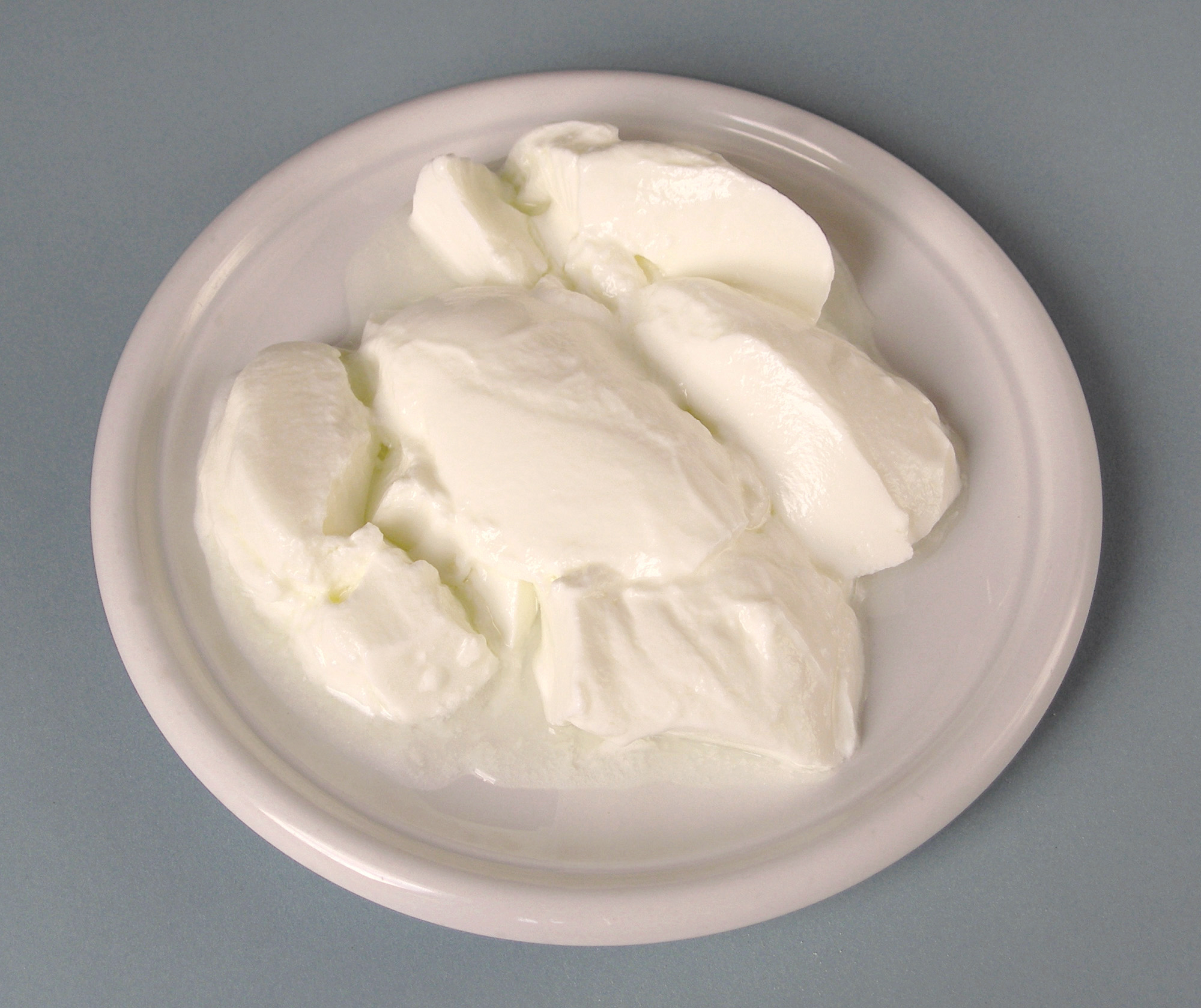
Iaurt

Iaurtul, numit și lapte prins sau chișleag, este un produs lactat rezultat din fermentarea laptelui de lactobacili. Orice fel de lapte poate fi folosit pentru a produce iaurt, dar în ziua de azi, laptele de vacă este cel mai des folosit. Iaurtul are o textură ca un gel și un gust puțin acrișor din cauza fermentării zaharidei din lapte (lactoză) în acid lactic.
Cuvântul român provine de la yoğurt în turcește trecând prin greacă Γιαούρτι, “Yiaurti”.
În anul 2015, un reportaj al CNN a arătat că metodele moderne de producere a iaurturilor includ adăugarea de lapte praf, emulgatori și chiar și extract de gândaci.
Este considerat un aliment benefic pentru sănătate, deoarece este bogat în vitamina A și îmbunătățește aspectul pielii.